# 小行星9451
小行星9451（英語：9451）是一颗围绕太阳公转的小行星。1998年1月20日，林肯近地小行星研究小组在索科罗发现了此天体。
这颗小行星的绝对星等为64.73394等。